# 指环王 (1978年电影)
《指环王》（英語：J.R.R. Tolkien's The Lord of the Rings）是拉尔夫·巴克希执导的1978年美国动画奇幻电影，改编自J·R·R·托尔金的古典奇幻史诗《魔戒》，情节包括《魔戒现身》，以及《双城奇谋》的前半部。故事背景设在中土大陆，剧情围绕哈比人、精灵、人类、矮人和巫师组建的护戒同盟展开。他们踏上征程，力求摧毁黑暗魔君索伦打造的至尊魔戒，并确保索伦的阴谋不能得逞。
拉尔夫·巴克希刚进入电影业就接触到托尔金的小说，先后多次打算将之拍成动画电影，但一直到制片人索尔·扎恩兹和制片公司联美提供资金后才得以实现。本片以大量采用影像转描技术闻名，镜头先以真人拍摄，再由动画师将之转描成动画，把传统动画和转描真人镜头相结合。影片的配音演员包括威廉·斯奎尔、约翰·赫特、迈克尔·格拉汉姆·考克斯，以及因《星球大战》成名的安东尼·丹尼尔斯。电影剧本起初由克里斯·康克林执笔，之后再经彼得·毕格改写。
《指环王》在商业上获得成功，但所获评价褒贬不一，并且也没有正式的续作来讲完之后的故事。不过，本片对彼得·杰克逊产生了影响，这些影响在《指环王：护戒使者》的中有详细说明。

## 剧情
中土大陆第二纪元初期，精灵铁匠为凡人铸造了9枚统御魔戒，矮人领主有7枚，精灵王3枚。黑暗魔君索伦则在不久后制作出至尊魔戒。最后同盟战役结束后，至尊魔戒落入埃西铎王子之手。埃西铎不久后又为半兽人所杀，至尊魔戒于是在安都因河底躺了超过2500年。随着时间的推移，索伦不但夺取了凡人的9枚统御魔戒，还制作出戒灵。德戈发现至尊魔戒，但遭朋友史麦戈所杀，史麦戈之后成为咕噜。数百年后，比尔博·巴金斯从咕噜手中取得至尊魔戒。
几年后，比尔博在夏尔庆生，巫师甘道夫请他将至尊魔戒交给佛罗多·巴金斯，比尔博同意后离开了夏尔。又过了17年，甘道夫发现邪恶势力已经发现至尊魔戒正在巴金斯手中。甘道夫找到佛罗多，告知魔戒的历史，以及持有这枚戒指会带来的危险。佛罗多于是离开自己的家，带着魔戒同另外3位哈比人朋友（分别是皮瑞格林·图克、梅里雅达克·烈酒鹿和山姆·詹吉）一起上路。从戒灵手下死里逃走后，4个哈比人到达布理，再在亚拉冈的陪同下前往瑞文戴尔。佛罗多在风云顶被首席戒灵刺伤，并在前往瑞文戴尔的途中生病。亚拉冈一行与精灵勒苟拉斯会合后不久，戒灵追了上来，双方在布鲁南河对峙，戒灵最后被河水卷走。佛罗多在瑞文戴尔得到爱隆的治疗，并且再次见到刚从萨鲁曼手下逃生的甘道夫。萨鲁曼打算同索伦结盟，但也企图独吞至尊魔戒。比尔博、甘道夫等人在会议上就如何处理至尊魔戒展开争论，佛罗多自愿前往魔多摧毁魔戒。此后，佛罗多与8名同伴一起从瑞文戴尔上路，他的同伴分别是：甘道夫、阿拉冈、波罗莫（刚铎宰相之子）、勒苟拉斯、金雳，以及起初就陪同佛罗多来到瑞文戴尔的3位哈比人。
护戒同盟打算穿过迷雾山脉，但去路因暴雪受阻，被迫进入摩瑞亚并受到半兽人的攻击，甘道夫跌入深渊，与炎魔展开大战。其他成员继续经过精灵避风港罗斯洛立安，由于波罗莫企图将魔戒从佛罗多手中拿走，因此佛罗多决定独自前行，但山姆坚持要陪同佛罗多上路。接下来，波罗莫为救梅里雅达克和皮瑞格林而被半兽人所杀。半兽人打算带梅里雅达克和皮瑞格林途经洛汗前往艾辛格。两名被俘的哈比人在途中成功逃脱并躲进法贡森林，在这里认识了树胡。亚拉冈、金雳和勒苟拉斯试图营救梅里雅达克和皮瑞格林，并跟随两人进入法贡森林，3人意外同甘道夫会合，再一起赶往洛汗首都伊多拉斯，甘道夫在此设法说服国王希优顿，他的子民正面临威胁；亚拉冈、金雳和勒苟拉斯则赶往圣盔谷。佛罗多和山姆发现咕噜在想方设法拖延行程，于是抓住了它，但最终决定饶它性命，条件是由它带路前往末日火山。希优顿的兵力在圣盔谷抵抗萨鲁曼派来的半兽人，直至甘道夫带领洛汗的骑士赶来，击溃半兽人的大军。

## 配音演员
- 克里斯托弗·贾德（Christopher Guard）——佛罗多·巴金斯
- 威廉·斯奎尔（William Squire）——甘道夫
- 迈克尔·舒尔斯（Michael Scholes）——山姆·詹吉
- 约翰·赫特——亚拉冈
- 西蒙·钱德勒（Simon Chandler）——梅里雅达克·烈酒鹿
- 多米尼克·贾德（Dominic Guard）——皮瑞格林·图克
- 诺曼·伯德（Norman Bird）——比尔博·巴金斯
- 迈克尔·格拉汉姆·考克斯（Michael Graham Cox）——波罗莫
- 安东尼·丹尼尔斯（Anthony Daniels）——勒苟拉斯
- 大卫·巴克（David Buck）——金雳
- 彼得·伍德索普（Peter Woodthorpe）——咕噜
- 弗雷泽·克尔（Fraser Kerr）——萨鲁曼
- 菲利普·斯通（Philip Stone）——希优顿
- 迈克尔·迪肯（Michael Deacon）——葛力马·巧言
- 安德鲁·莫瑞尔（André Morell）——爱隆
- 阿兰·提尔文（Alan Tilvern）——店主
- 安妮特·克罗斯比（Annette Crosbie）——凯兰崔尔
- 约翰·威斯布鲁克（John Westbrook）——树胡

## 制作

### 发展
20世纪50年代中期，正在特里通动画公司担任动画师的拉尔夫·巴克希接触到J·R·R·托尔金的古典奇幻史诗《魔戒》，并于1957年开始努力试图说服他人，这个故事可以通过动画来讲述。1969年，联美获得《魔戒》的电影改编版权，斯坦利·库布里克和约翰·保曼（John Boorman）在此期间都曾试图将之搬上银幕。（有传言认为迪斯尼公司拥有过《魔戒》的电影改编版权，但事实并非如此。）
20世纪70年代中期，凭《怪猫菲力兹》（Fritz the Cat）等多部面向成人的动画电影取得票房佳绩的巴克希得知，联美和保曼有意将《魔戒》搬上银幕，而且保曼还打算将全部3部小说都融入1部电影。巴克希对此表示：“我觉得这简直是疯了，保曼拍的肯定会缺少很多内容。怎么会有人想要篡改托尔金的作品呢？”。保曼的提议落空后，巴克希同联美取得联系，提议由自己担任导演，拍摄3部根据原著改编的动画电影：
“他们说好啊，而且保曼拿来这么份700页的剧本，问我要不要看看。我说：‘那，这是不是把全部3本书都写在里面了？’他们回答：‘是的，不过他改了很多内容，还加了角色。他还在中间加了些正在推销的运动鞋（植入广告）。’于是我说：‘不了，我不看了吧。我觉得还是尽量忠实原著，直接采用托尔金所写的台词和场景。’然后他们说：‘好吧，’接下来这句真是让我晕了：‘因为保曼写的这些我们一个字也看不懂。我们没看过原著……我们没那闲工夫去看。拉尔夫你能看懂啊，那好，你拍吧。’”——导演拉尔夫·巴克希
米高梅在同一幢大楼内设有办事处，巴克希找上当时米高梅的总裁丹·梅尔尼克（Dan Melnick）：“我觉得既然联美不知道《魔戒》是在讲什么，或许他会知道吧”。巴克希和梅尔尼克达成协议，由联美的迈克·麦达沃伊（Mike Medavoy）买下保曼的剧本。“保曼的剧本卖了300万美元，所以他很高兴地在泳池边大叫大笑，就为这要被扔进垃圾堆的剧本也卖到了300万美元。”但是，梅尔尼克接下来被米高梅解雇，交易也随之告吹。巴克希接下来又找上曾为《怪猫菲力兹》注资的索尔·扎恩兹（Saul Zaentz），请他担任《指环王》的制片人，后者接受了邀请。电影制作开始前，原本分为3部的改编剧本经协商由联美缩减成两部，巴克希与托尔金的女儿普里西拉（Priscilla）就电影摄制会面，并在后者的准许下看到托尔金当年写作和绘图的房间。巴克希表示：“我向托尔金的女儿承诺会忠实原著。我不会去说，‘咱们不要咕噜，改掉这俩角色吧。’我的职责是告诉世人：‘这就是那位天才说的话。’”

### 导演

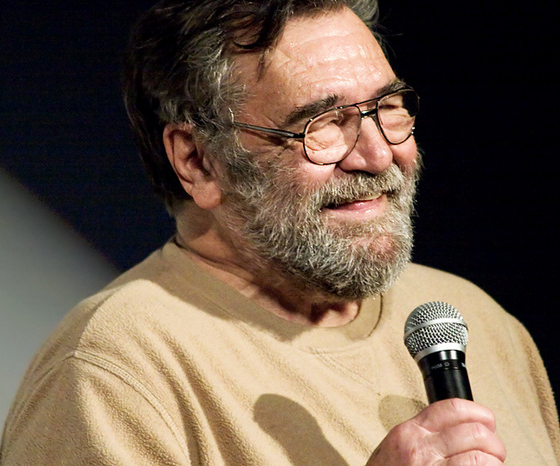
导演拉尔夫·巴克希（摄于2009年1月）

拉尔夫·巴克希表示，电影制作过程中遇到的一个问题在于，本片属史诗，而史诗类电影往往会很拖沓，所以拍摄过程中最大的挑战就是要忠于原著。面对他人的提问，巴克希表示，他拍摄这部电影的目标在于尽可能保持原著品质，“我希望有真实的影像，这和动画恰恰相反”。他还表示，电影中不包含对人物形象的描述，因为这些内容都可以直接从银幕上看到：
“在我看来，哈比人的外貌并不重要。每个人对各角色的形象都有自己的想法，对我来说，真正重要的是把托尔金的想法保留下来。所以让动画的品质与托尔金相符这点非常重要。谁在乎甘道夫的鼻子到底有多大呢？动画往往只专注于绘图。如果电影能够成功，不管你怎么看待比尔博的面部形象，其他部分都会变得无关紧要。”——拉尔夫·巴克希
包括霍华德·派尔（Howard Pyle）和N·C·韦斯（N. C. Wyeth）在内的多位古典主义插画家对电影的艺术风格有很大影响，据巴克希表示，现代插画家对电影风格没有影响。
“与我所有的电影一样，本片也将多种风格混合在一起。我喜欢多变的背景，也喜欢戏剧性，还喜欢丰富饱满的色彩。当然，好好把控艺术家，让他们的画风相似是个很大的难题。你要怎么让600个人画出的角色都是一个样子？虽然我倾向于让艺术家有一定的自由，但这样就会有人在人物头上画顶帽子，或者在帽子上又长出一个角……在我看来，我们已经成功塑造出真实的画风形象，这与动画完全相反。从艺术角度而言，我们尽可随心所欲。”——拉尔夫·巴克希

### 编剧和发展
电影剧本的早期版本由克里斯·康克林（Chris Conkling）执笔，他得到的指令表明故事是从梅里雅达克·烈酒鹿的视角以倒叙结构讲述。看过康克林的初稿后，巴克希和扎恩兹决定请来奇幻作家彼得·畢格改写。根据记载，毕格写了多份稿件，但报酬仅有5000美元，这主要是因为扎恩兹承诺，之后有待遇更好的项目，一定会找毕格来做，但扎恩兹并没有信守这样的承诺。

### 与原著的不同之处
本片总体忠实于托尔金的原著，但还是存在部分改动。据巴克希表示，故事中的某些元素在改编过程中“不得不排除在外，但并没有任何内容真正发生了改变”。佛罗多从夏尔到布里之间的经历在片中大幅缩减，原著中他曾在农夫马嘎的家中停留，还描绘了他在夏尔的家，以及神秘的汤姆·庞巴迪位于老林中的房子，但这些内容电影中都没有出现。这样，包括佛瑞德加·博哲在内的众多人物也就没有出场。巴克希对此表示，之所以省略汤姆·庞巴迪一角，是因为这个人物与故事发展没有紧密联系。”

### 动画
《指环王》的广告宣传中声称，巴克希采用“全新的电影制作技术”，制作出“第一部画出来的电影”。片中大部分内容都是先拍摄真人镜头，再经转录达成动画效果。这不但降低了制作成本，还让动画人物看起来更真实。动画历史学家杰里·贝克（Jerry Beck）的著作《动画电影指南》（The Animated Movie Guide）中收录了评论家马雷亚·博伊兰（Marea Boylan）的评价：“在此以前，动画电影还没有描绘过带有成百上千角色的大规模战斗场面。通过采用转录机技术，巴克希可以追踪真人场景中的复杂镜头，将其转变成动画，这样，他不但有效利用了真人电影的优势进行拍摄，而且也不会产生拍摄这样一部真人电影的高昂成本。”
“我从他人口中得知，在迪斯尼电影中演出的演员动作要很夸张。但拍摄《指环王》时，我让演员就按正常风格表演。转录机技术曾用在许多夸张的镜头上，（演员的）动作变得卡通化。接下来就出现了这样的问题：如果不打算卡通化，那干嘛要拍成动画片呢？……这里仍然采用了传统的转录机技术，但采用这种技术的方法是非传统的。这是一种写实风格转录，与以往的任何东西都不一样，在动画领域是独一无二的。《指环王》单个镜头中移动的角色数量非常惊人，会出现数百个人物，有些胶片上甚至有1000人。这些镜头是如此复杂，有时一位艺术家花了一周还没画好一张胶片。最后，那些简单的镜头就是只有4个人物的镜头。”——拉尔夫·巴克希
巴克希带领演员和剧组成员前往西班牙拍摄真人镜头，部分服装也是采用转描模型代替。某次拍摄大型镜头时，工会领导人要求午休，巴克希于是在没有告知的情况下拍下众多演员身穿半兽人服装走向餐桌的镜头，并将其用到电影中。许多演员拍过转录的镜头后又为电影配音。比尔博·巴金斯和山姆·詹吉的动作由比利·巴蒂（Billy Barty）表演，莎朗·贝尔德（Sharon Baird）则是片中佛罗多·巴金斯的动作原型，约翰·涅里斯（John A. Neris）诠释甘道夫的形体动作，亚拉冈的动作源自沃尔特·罗伯斯（Walt Robles）的表演，咕噜则是由费利克斯·塞拉诠释，凯兰崔尔和金雳的动作分别来自杰里·里亚·雷（Jeri Lea Ray）和伊索·阿克瑞恩（Aesop Aquarian）。电影拍摄期间还制作了一些纯动画镜头，但最终采用的很少。片中大部分有众多角色或战斗的场景采用了不同的技术拍摄，将真人镜头中相对较暗的部分过度曝光，以求让镜头更具立体感，此外，还有少量镜头同时采用了两种技术。
巴克希表示，他“起初并没打算将整部电影都以真人演出拍摄，直到看到实际效果很好后才决定这么做。我还学到很多这一过程中的东西，像波纹技术就是其中之一。有个镜头里部分人物站在山上，强烈的阵风吹过，衣服上的影子时前时后，这在动画领域是不可思议的。我觉得要是没有雪，或是在某个角色鼻子上挂上冰柱，镜头出现在银幕上时也不会让人有寒冷的感觉。人物有了重量，他们的动作就更真实。”西班牙的电影开发实验室发现，巴克希拍摄的镜头中居然能看到电话线、直升机和汽车，他们打算把这些胶片都烧了，还对巴克希的首席助理导演称：“要是这么马虎的镜头传出去，好莱坞再也不会有谁来西班牙拍电影了。”
真人镜头拍摄完成后，每个镜头的内容都被打印出来，然后放在动画胶片后方，由艺术家将每副图像的细节画到胶片上。真人镜头和动画镜头都是分镜的组成部分。电影制作之余，巴克希一度表示：
“在两年时间内制作两部电影（真人参照段落和实际的动画片），这简直是疯了。大部分电影在完成剪辑时就已经完成了，但对我们来说才刚刚开始。事情进展超过我的预期，剧组成员很年轻，也很喜欢这样，得到剧组成员的认可通常是个好兆头，也没有哪个老动画师想要忽悠我把事情拖到明年。”
巴克希此后在拍摄《美国金曲》（American Pop）和《火冰历险》（Fire and Ice）等电影期间继续采用影像转描技术，但是，他此后表示自己不应该这样来使用这种技术，应该将原有的镜头作为指导素材，而不是直接将之转描过来。
迈克·普罗格（Mike Ploog）与其他多人一起参与了本片的动画制作，他还参与了包括《魔界传奇》（Wizards)在内多部巴克希导演的动画片制作。

### 音乐
《指环王》的电影配乐由伦纳德·罗森曼（Leonard Rosenman）作曲。巴克希本希望片中采用齐柏林飞船的音乐，但制片人索尔·扎恩兹坚持在电影中采用管弦乐，因为他打算通过自己的奇幻唱片发行齐柏林飞船的音乐。巴克希之后表示，他很讨厌罗森曼的配乐，觉得里面都是些陈辞滥调。欧内斯特马赛斯（Ernest Mathijs）在《指环王：全球背景下的大众文化》（Lord of the Rings: Popular Culture in Global Context）一书中写道，罗森曼之前的部分作品更为铿锵有力，但也有不搭调之嫌，另一些作品虽然更和谐，更传统，但却缺乏挑战性，《指环王》的配乐相当于在这两种风格之间寻找平衡。马赛斯认为，罗森曼的音乐对中土大陆的衬托缺乏特色，主要依赖于音乐传统（包括电影音乐传统）来展现托尔金想象中不同大陆和人民的音乐画卷。《指环王》的电影音乐于1978年通过双碟密纹唱片发行。奇幻唱片还发布了同样为双碟密纹唱片的限量收藏版，其中增加了4段内容：众哈比人离开家园，来到布里的戒灵，甘道夫和火魔，半兽人相伴的旅程。2001年，唱片又以格式重新发行，还增加了更多曲目。

### 续集
电影的原定片名为《指环王首部曲》（The Lord of the Rings Part I）。据巴克希表示，联美公司高管在他完成摄制工作后告知，该公司计划直接发行影片，并且不在宣传工作中提及电影可能会有续集，因为观众有可能不会愿意花钱走进电影院去看半部影片：
“我告诉他们，不应该把首部曲这几个字去掉，因为人们会以为自己会看到完整的电影，但实际情况并非如此。我们为此大吵一场，但他们还是以《指环王》这么个片名发行。所以电影结束时，剧院里的观众都愣住了，情况比我预想的还要糟，他们都以为自己会看到完整的电影。很多人对我说，这部电影一直都没拍完，而我也总是回答：‘你说得对！’”
“如果有‘首部曲’三字，我想每个人都会尊重这部电影。但现在没有了‘首部曲’，每个人都期望能看到全部3部原著中的故事，这就产生了混乱。”
《指环王电影小说》（The Film Book of J.R.R. Tolkien's the Lord of the Rings）经巴兰坦图书于1978年10月12日出版，书的内封面仍然声称影片会有续集。巴克希表示，如果在制作期间知道会是这样的结果，他绝对不会拍这部电影。他在接受采访时称，自己拍摄这部电影是为了帮托尔金保护这部作品，“因为我非常喜爱《指环王》。”
巴克希还表示，这部电影让他“付出的比得到的更多。”
“（这部电影）让我意识到，我对（改编另一位作家的故事）不感兴趣。这里面我真正最感兴趣的就是把自己想说的拍下来，或是坐在房里思考，对电影的看法、如何赢得观众等，这是我生命中最精彩的部分。”

## 反响

### 票房
《指环王》获得了商业上的成功，以400万美元预算取得3050万美元的票房收入。

### 获奖和提名
《指环王》获雨果奖最佳戏剧表现奖提名和土星奖最佳奇幻电影奖提名。伦纳德·罗森曼创作的配乐获第36届金球奖最佳原创配乐奖提名，巴克希在吉福尼电影节上获金狮鹫奖。

### 专业评价
影片所获专业评价褒贬不一，评论总体认为这是部“存在缺陷，但仍然有着充满灵感演绎”的作品。根据烂番茄网站上收集的30篇评论文章来看，其中有15篇给出“新鲜”的正面评价，“新鲜度”为50%，平均评分5.7（最高10分）。
弗兰克·巴罗（Frank Barrow）在《好莱坞报道》撰文指出，本片“在概念上胆量十足，而且不同寻常”。《新闻日报》（Newsday）的约瑟夫·格尔米斯（Joseph Gelmis）认为，“该片的主要看点在于，其视觉体验与过去所有的动画电影都截然不同”。《芝加哥太阳报》影评人罗杰·埃伯特认为，巴克希的这部作品“好坏参半”，导演的立意和努力工作值得钦佩，但影片与原著小说中的魅力和气场相比还远远不及。《纽约时报》的文森特·坎比（Vincent Canby）称，影片“既让人感到麻木，又给人留下深刻印象”。
《纽约》（New York）杂志的大卫·邓比（David Denby）认为，之前没有看过原著的观众可能会难以理解本片。在他看来，电影过于黑暗，而且缺乏幽默，“这部电影中过分渲染而且毫无意义的暴力最后让我既厌烦，又感筋疲力尽。”动画历史学家迈克尔·巴里尔（Michael Barrier）认为，《指环王》和另外一部电影证明，“巴克希在艺术创作方面缺乏自律，这可能正是他无法突破自身局限性的重要原因。”

### 对彼得·杰克逊版本三部曲的影响
本片对彼得·杰克逊的《指环王》电影三部曲产生了影响。杰克逊起初否认自己看过巴克希的作品，但之后承认正是1978年的《指环王》让他首度接触托尔金的原著，他认为，该片是一次“勇敢而雄心勃勃的尝试”。杰克逊还在另一次接受采访时称，他当时很喜欢这部电影，并且想要知道更多内容。巴克希一度在接受采访时称：“彼得·杰克逊说过，第一部电影（指巴克希的《指环王》）给予他灵感，让他决定继续完成一系列作品。但在此以前，已经有大堆记者跟我说什么他根本没看过那部电影。我觉得这真他妈乱搞。”杰克逊在《指环王：护戒使者》的评论音轨中承认，片中比尔博的生日聚会上以哈比人低视角拍摄的一组镜头正是有意向巴克希的作品致敬。
巴克希在接受采访时表示，他没有看过杰克逊改编的《指环王》三部曲，但对之有“喜忧参半”的感觉。“一方面，我很高兴彼得·杰克逊接手继续前进，但另一方面，我也对制片人索尔·扎恩兹、以及别的许多人始终都没有打个电话来，谢我一句，或是就拍摄这样的电影征求我的意见感到难受……也没有任何人为（新作获得）巨大的成功给我送瓶红酒……不过，我在创作方面有比在商业方面更多的感受。我为彼得·杰克逊可以找部电影来参考感到高兴——我就从来都没有过。而且观看任何电影都一定可以学到很多东西，不但可以学习如何成功，还能从失误中吸取教训。所以他拍起片来比我会容易一点，而且预算也要多得多。”

### 余波和家用媒体
经托尔金企业授权，《指环王》改编成了漫画小说，由西班牙艺术家路易斯·贝尔梅霍（Luis Bermejo）绘制，从1979年开始在欧洲市场发行，但由于版权问题而没有在美国发行，也没有翻译成英语。
华纳兄弟公司曾推出《指环王》、1977年的《霍比特人》（The Hobbit），以及1980年的《王者无敌》（The Return of the King）三部电影的录像带和，并且既有单独包装，也有“三部曲”盒装。录像带版本的电影结局有这样的解说：“魔戒之战历史的第一部分到此结束。”但版本的解说改写了：“黑暗势力被佛罗多英勇的朋友们永远驱逐出中土大陆。随着他们英勇战斗的结束，《指环王》的第一个伟大故事也随之结束。”2010年4月6日，《指环王》的豪华版蓝光光盘和开始发售。杂志将《指环王》评为史上百部最伟大动画片的第36位，在线影评人协会评选的史上百部最伟大动画片则将《指环王》排在第90位。